# Assinatura

Firma de John Hancock na Declaração da Independência dos Estados Unidos da América.

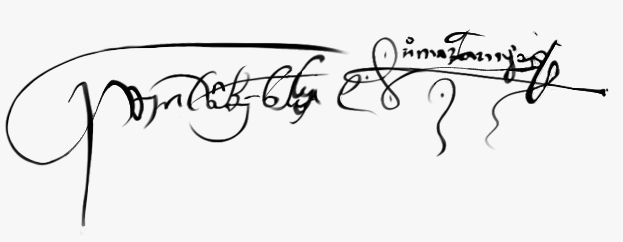
Assinatura do navegador português Pedro Álvares Cabral.

Uma assinatura ou firma é uma marca ou escrito em algum documento que visa a dar-lhe validade ou identificar a sua autoria. Normalmente costuma incluir todos ou parte dos nomes da pessoa por extenso e é representada por espécies de desenhos ou grafias específicas.
Uma assinatura digital possui a mesma função de uma assinatura comum. A diferença está no fato dela ser usada para confirmar a validade de um documento eletrônico, muitas vezes transmitido pela internet ou por alguma rede de computadores. Esta assinatura é uma operação matemática criptografada, de modo que cada assinatura está relacionada apenas a um documento, sendo que qualquer alteração neste documento, por menor que seja, invalida a assinatura.

## Contra-assinatura
Uma contra-assinatura refere-se a uma segunda assinatura em um documento oficial. Por exemplo, um contrato ou outro documento oficial assinado pelo representante de uma empresa pode ser contra-assinado por seu supervisor para comprovar a autoridade do representante. Uma ocasião em que a contra-assinatura é necessária é na aplicação para o passaporte britânico.